# The Gasoline Brothers

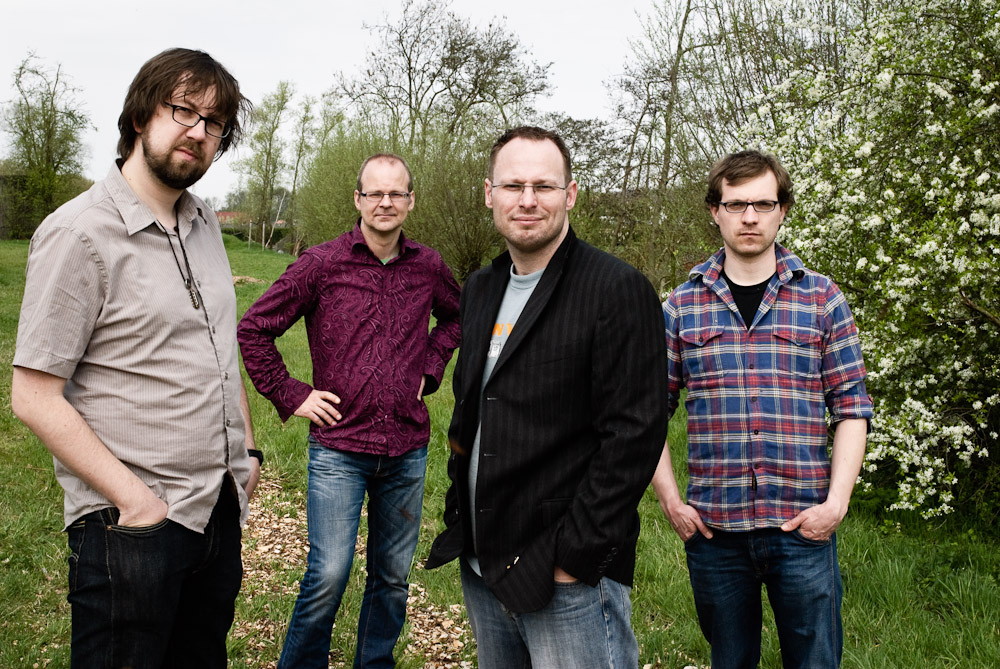
The Gasoline Brothers
(Foto van Jelmer de Haas)

The Gasoline Brothers is een Nederlands muzikaal gezelschap dat bestaat uit vier broers die zogenaamd afkomstig zijn uit Limburg, Texas. In werkelijkheid gaat het om vier muzikanten die hun sporen al verdiend hebben in Utrechtse bands als Gloricz Jim, Sandusky, The Yearlings en Paper Moon.
The Gasoline Brothers zien zichzelf als verre van traditioneel. Hun liedjes verkennen de grenzen van de rootsrock en kennen vaak raakvlakken met die van alternatieve popbands als Guided by Voices en Pavement. Ook de melodieën van the Beach Boys worden door de band genoemd als inspiratiebron.
De band bestaat uit Roel Jorna (zang/gitaar), André Wierenga (piano/basgitaar), Léon Geuyen (drums) en Mathijs Peeters (gitaar). 

## Geschiedenis van de band
In 2004 wonnen the Gasoline Brothers vanuit het niets de prestigieuze bandwedstrijd het Uur U. Ook speelden zij live in het radioprogramma Music Hall van VPRO-coryfee Jaap Boots, die na het optreden uitriep dat het ‘behoorlijk fenomenaal’ was. 
In het najaar van 2005 tekende de band een platencontract bij My First Sonny Weissmuller Recordings (bekend van Travoltas, Lawn en King Me). Bij deze platenmaatschappij verscheen eind november 2005 de single Sleeping pills and asteroids, gevolgd door de release van het debuutalbum Hm! op 13 januari 2006. De cd bevat rootsy pop- en rocksongs met verrassende arrangementen à la Wilco's Yankee Hotel Foxtrot. 
In 2005 en 2006 stonden The Gasoline Brothers in voorprogramma’s van o.a. The Posies, One Star Hotel, The Long Winters, Cracker en Racoon. Eind 2006 werd het nummer Brian Wilco op single uitgebracht. Daarna was het even stil rond de band, tot ze werden uitgenodigd om als vast voorprogramma door Nederland en België te toeren met de Amerikaanse band The Posies (2008).
Eind 2008 namen The Gasoline Brothers een opvolger op van hun debuutalbum. De release van de cd, die de titel Tsk! kreeg, vond plaats op 10 oktober 2009. Op 27 augustus 2009 was de release van het na een weddenschap met de wielrenner Koos Moerenhout geschreven nummer There it goes (for Koos), over diens al dan niet winnen van het Nederlands kampioenschap in 2009. De single werd als bonustrack toegevoegd aan Tsk!
Voor de officiële release van Tsk! trok de band de aandacht van pers en publiek door het album als download gratis weg te geven via de Nederlandse torrentsite Mininova. Dat leverde meer dan 36.000 downloads op. Met die actie - en met zaken als een eigen iPhone en Android applicatie, een Gasoline Brothers computergame en een live webcast van de cd-releaseparty via VPRO's 3voor12 - profileerden The Gasoline Brothers zich ook als 'web 2.0-band'. Voor deze 2.0-activiteiten werd de groep begin 2010 zelfs genomineerd voor een zogenaamde Interactive Award.
Als de Giro d'Italia hun thuisstad Utrecht aandoet in mei 2010, wordt The Gasoline Brothers gevraagd om een speciaal liedje op te nemen. Het project levert de single In Our Town op. In de clip figureert opnieuw wielrenner Koos Moerenhout, met wie de band in de tussentijd bevriend is geraakt. De befaamde Italiaanse sportkrant La Gazzetta dello Sport wijdt een artikel aan The Gasoline Brothers en het nummer In Our Town.
Begin juni 2010 maakt gitarist Mathijs Peeters bekend dat hij uit de band stapt. De overige drie bandleden laten weten dat zij voorlopig als een driemanschap verdergaan. Voor een kerstsingle die de band in december 2012 opneemt, komen de leden echter weer allemaal bij elkaar. Dat voedt de hoop dat een volgend album weer door The Gasoline Brothers in originele bezetting wordt opgenomen.

## Discografie
Albums:
- Hm! (2006)
- Tsk! (2009)